# Aes signatum

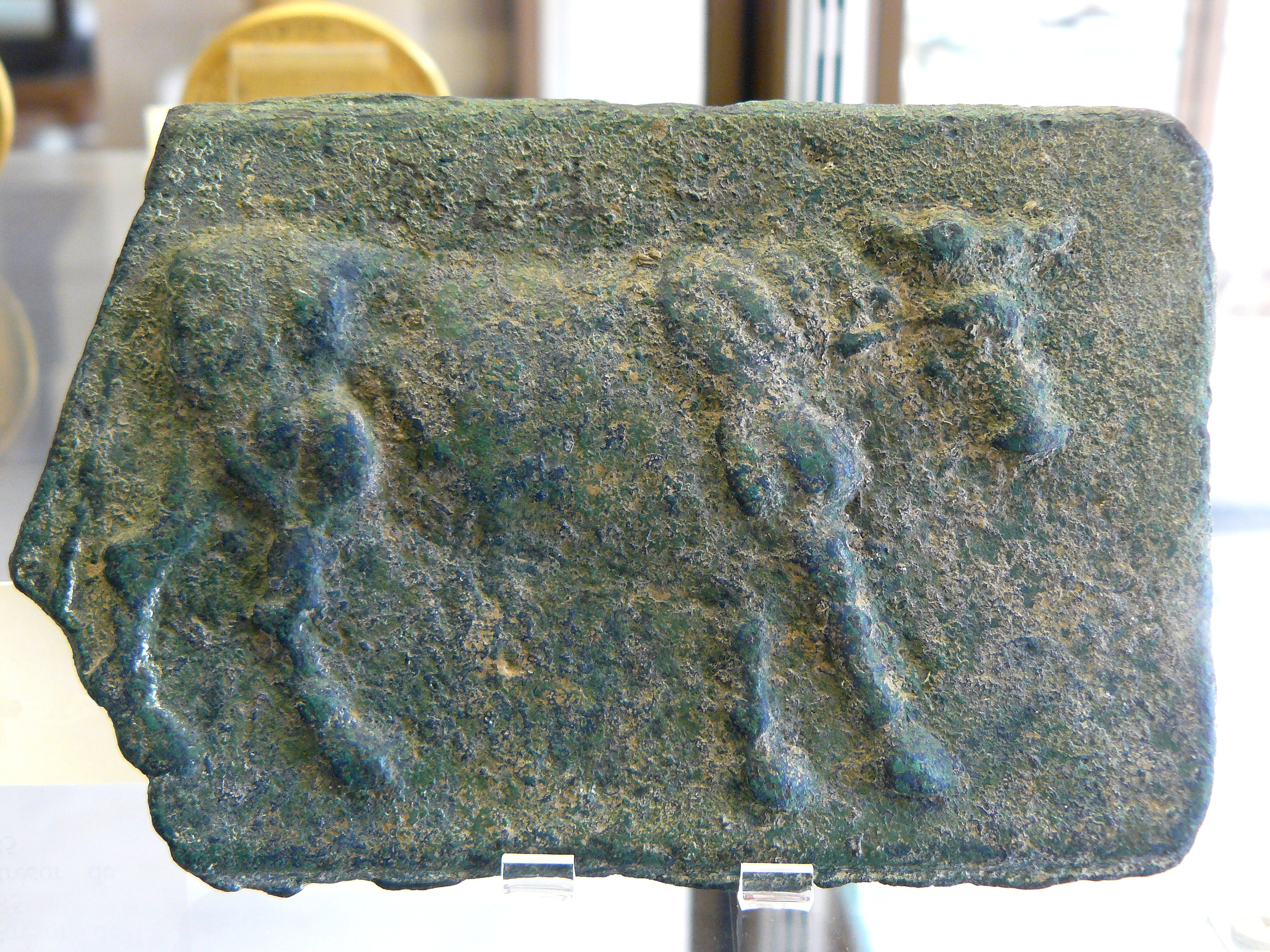
Aes signatum con la representación de un toro,

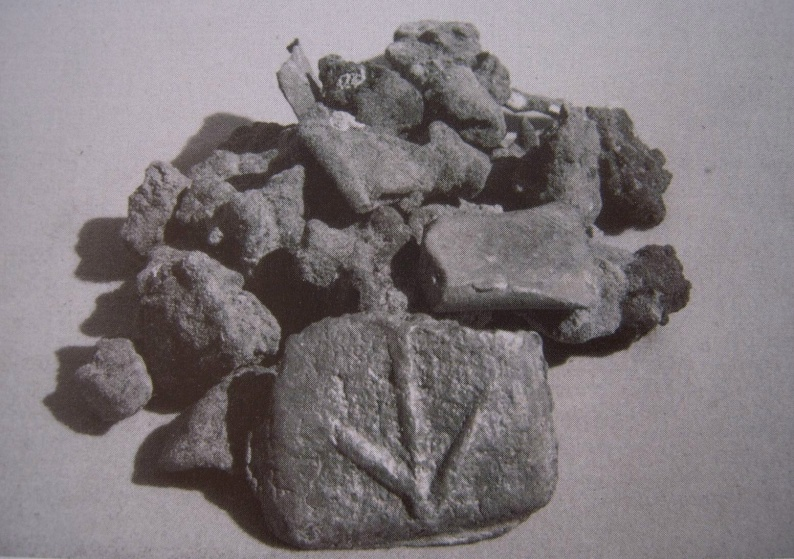
Depósito votivo del santuario de Bitalemi con aes signatum del tipo ramo secco.

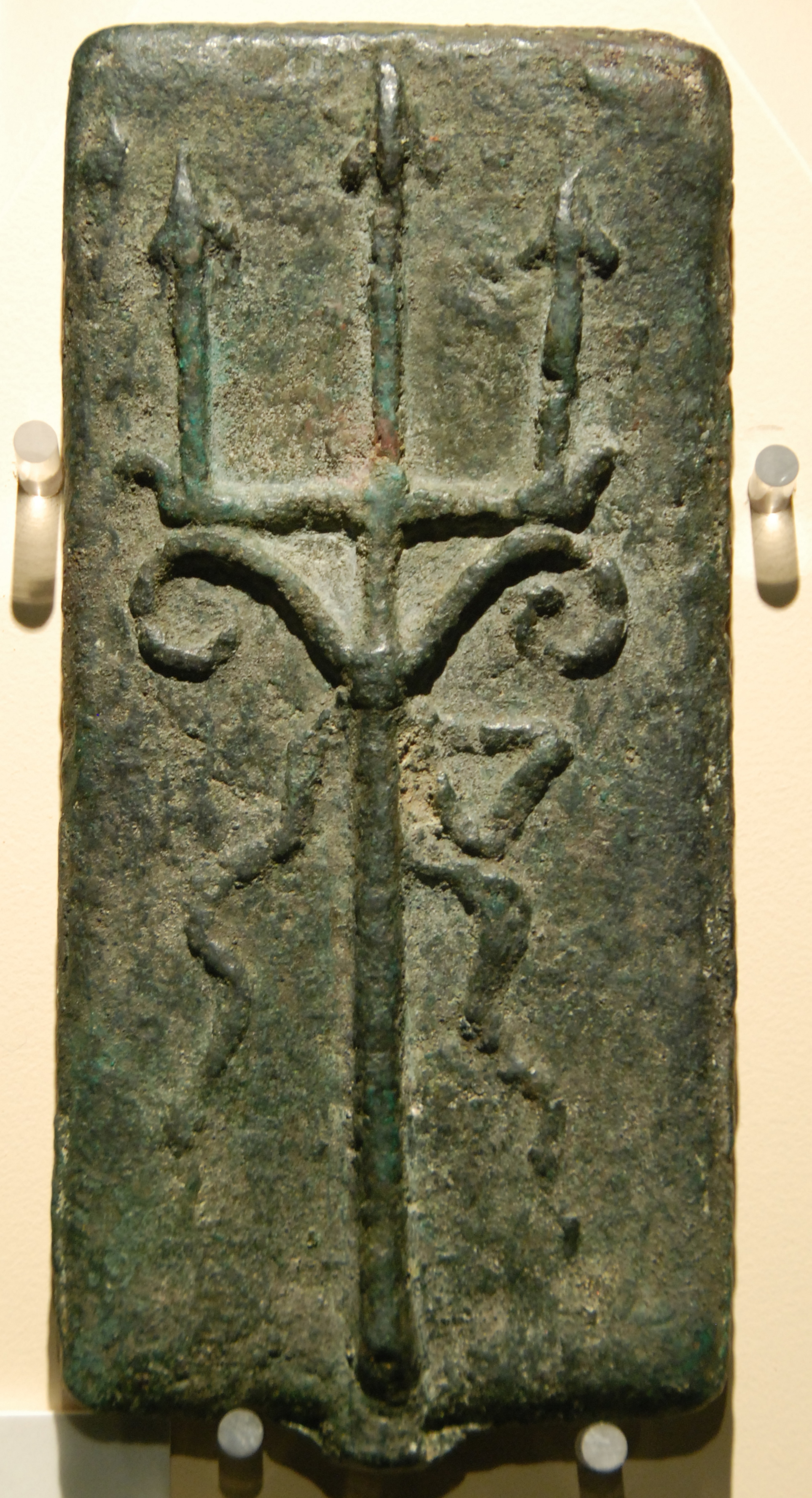
Aes signatum, República romana después del 450 a. C. Bronce, 185x90 mm. Biblioteca Vaticana.

Un aes signatum ("bronce estampado", "bronce acuñado") es el término latino que se utiliza numismáticamente para designar los lingotes de bronce fundido, de calidad y peso medidos, grabados con un sello gubernamental, que se utilizaban en el centro de Italia, antes de la introducción de la primera moneda romana, la aes grave, a mediados del siglo III a. C.
El término no tiene equivalente en la literatura clásica. Aunque se desconoce con exactitud cuándo se fabricaron por primera vez, la tradición popular los atribuye a Servio Tulio, pero debido a la gran calidad artística encontrada, incluso en los ejemplares más antiguos, parece muy improbable. Se suele aceptar una datación a partir del siglo V a. C. Los diseños que aparecen pueden ser los de un toro, águila, elefante, cerdo u otros símbolos religiosos.

## Historia
El precedente del aes signatum era el aes rude, una tosca protomoneda romana de bloque informe de bronce romano, sin trabajar.
El primer aes signatum no se emitió en la Roma propiamente dicha, sino en Italia central, Etruria, Umbría y Reggio Emilia. Llevaba la imagen de una rama con ramas laterales que irradiaban de ella, y se llamaba de ramo secco (lit. "rama seca"). Las barras podían medir alrededor de 160x90 milímetros, aunque no seguían un patrón de tamaño ni peso fijo, variando entre 600 y 2500 gramos cuando estaban completos. Solían estar hechas de bronce al estaño con un alto contenido de plomo.
Se solían romper en subdivisiones, y hoy en día sobreviven pocos ejemplares completos. Los lingotes de ramo secco supervivientes suelen ser cuartos, medios o tres cuartos, o piezas menores que podrían clasificarse como bronce en bruto. La misma fragmentación en cambios más pequeños se aplica a los aes signatum posteriores emitidos por la ciudad de Roma, que sí se correspondían con el peso estándar romano para el as. Pesaban aproximadamente 5 ases cuando estaban enteros. Técnicamente podrían denominarse quincussis, aunque no estén marcados con ningún valor.
El aes signatum ya romano, se ajusta más estrictamente a las normas de tamaño y peso por tratarse de una emisión oficial, mientras que los lingotes de ramo secco eran más bien un artículo de trueque reconocible que se pesaba, en lugar de tomarse por su valor nominal. Los lingotes de ramo secco no eran emitidos por organismos oficiales y podían fabricarse en cualquier fundición.
Los lingotes tenían figuras, una a cada lado, casi una especie de tipos primitivos. Baste recordar las parejas, como un águila que sostiene un rayo en sus garras por un lado y un Pegaso volando por el otro; una espada y una vaina; lado externo y lado interno de un escudo; elefante y cerdo. Este último tipo permitió fechar el lingote en el 275 a. C., año de la derrota de Pirro y del traslado a Roma, por primera vez, de aquellos paquidermos, que impresionaron al pueblo. La presencia del cerdo se puede explicar con un pasaje de Eliano[2] según el cual, estos animales servían para asustar a los elefantes; de hecho, los cerdos, una vez cubiertos de brea, eran prendidos fuego y los gruñidos que seguían asustaban a los paquidermos.
Junto con el aes signatum, el estado romano también emitió una serie de monedas circulares de bronce y plata que emulaban los estilos de las colonias griegas del sur de Italia que utilizaban el método de fabricación utilizado entonces en la colonia griega de Nápoles y muy influenciadas por los diseños griegos. Los diseños de las monedas del período republicano reproducían generalmente escenas míticas o personificaciones de dioses y diosas.